# Enicospilus sigmatoides
Enicospilus sigmatoides är en stekelart som beskrevs av Chiu 1954. Enicospilus sigmatoides ingår i släktet Enicospilus och familjen brokparasitsteklar. Inga underarter finns listade i Catalogue of Life.